# 스웨덴 외교부
스웨덴 외교부(스웨덴어: Utrikesdepartementet 약자:UD)는 스웨덴의 대외 관계를 담당하는 주요 정부 부처다. 입헌군주제 및 의회민주주의 제도를 운영하는 스웨덴에서 외교부 장관은 내각에 소속되어 있으며 스웨덴 총리가 임명한다. 스웨덴 국제개발협력청을 산하에 두고 있고 전 세계에 위치한 스웨덴의 외교 공관을 관리하고 있다.

## 조직
스웨덴 외교부는 10개의 정부 부처를 담당한다.
- 영사과
- 수출신용위원회(Exportkreditnämnden)
- 폴케 베르나도테 아카데미 (Folke Bernadotteakademin)
- 전략물자 검사위원회(Inspektionen för strategiska produkter)
- 통상위원회 (Kommerskollegium)
- 노르딕 아프리카 연구소 (Nordiska Afrikainstitutet)
- 인증 및 기술 통제 위원회 (Styrelsen för ackreditering och teknisk kontroll, SWEDAC)
- 국제개발협력청 (Styrelsen för internationellt utvecklingssamarbete, Sida)
- 스웨덴 연구소 (Svenska institutet)
- 스웨덴 연구소 알렉산드리아 (Svenska institutet i Alexandria)
- 비즈니스 스웨덴 (Sveriges export- och investeringsråd).

## 같이 보기
- 스웨덴의 대외 관계
- 스웨덴의 재외공관 목록